# Абертейский университет
Абертейский университет (Эбертей, Абертэй, англ. Abertay University, до 2014 года Университет Абертей Данди — University of Abertay Dundee) — британский университет в Шотландии, г. Данди. Университетский статус приобрёл с 1994 года.
Включает четыре факультета: искусств, медиа и компьютерных игр; наук, инженерии и технологии; социальных наук и здравоохранения; а также бизнес-школу.
Обучается здесь более 5 тыс. студентов.
Университет выделяется своими образовательными программами по информатике и мультимедийным технологиям, особенно по разработке компьютерных игр.
Находится близ центра города.
Был основан в 1888 г. как Технический институт Данди. С 1994 г. университет.
В 1998 г. была открыта новая библиотека, в 2005 году — новый студенческий центр.
- В 1996 году были запущены университетские курсы компьютерных игр. Абертейский университет стал первым в мире учебным заведением, где стало возможным получить диплом в сфере разработки видеоигр[2].

Известные выпускники
- Джонс, Дэвид (программист)